# Servidor del Pueblo
Servidor del Pueblo (en ucraniano: Слуга народу, trans. Sluhá Narodu), traducido en diferentes medios de comunicación como Sirviente del Pueblo, Siervo del Pueblo o Servidor Público, es un partido político ucraniano de ideología multicomprensiva.
Legalmente, el partido es el sucesor del Partido del Cambio Decisivo (ucraniano: Партія рішучих змін).
En las Elecciones parlamentarias de Ucrania de 2019, celebradas el 21 de julio, el partido Servidor del Pueblo, por vez primera en la historia reciente de Ucrania, obtuvo una mayoría absoluta, consiguiendo 239 de los 450 escaños de la Rada Suprema.

## Ideología
El 17 de abril de 2019, en vísperas de la segunda vuelta de las elecciones presidenciales en Ucrania, Volodímir Zelenski, en una entrevista con RBC-Ucrania, habló sobre su actitud ante la prohibición de entrada de artistas rusos, la ley sobre el idioma y las cuotas lingüísticas en televisión y radio, la posible disolución del Parlamento, la regulación de las asociaciones políticas, la actitud hacia Vladímir Putin y su visión de la democracia en el país.
Entre otras cosas, afirmó tener una actitud normal hacia la descomunización en Ucrania, su intención de estudiar la reforma de la ley de idiomas, regular las cuotas para el idioma ucraniano y otros idiomas en la televisión y la radio. Así mismo habló de su relación con el expresidente Petró Poroshenko y con Íhor Kolomoiski y Rinat Ajmétov, afirmó que el Donbás no debería tener un estatus especial y declaró estar en contra de la legalización de las armas. También se declaró a favor del cannabis medicinal que se administra en gotas y el aborto. En cuanto a la prostitución pagando impuestos y los juegos de azar, consideró que "en principio, necesitamos una ciudad separada donde todo esto fuera posible".
En su lucha contra la corrupción durante la invasión rusa de Ucrania en 2022, el presidente de Ucrania, Volodímir Zelenski, en enero de 2023, anuncio el cese de más de una decena de gobernadores, viceministros e incluso su asesor adjunto. Además estas acusaciones por corrupción llevaron a David Arajamia, líder del grupo parlamentario del partido de Zelenski, Servidor del Pueblo, a imponer penas de cárcel contra los funcionarios implicados en estos casos. En un mensaje en Telegram, Arajamia declaró: "Desde el 24 de febrero (de 2022, fecha del inicio de la invasión rusa), funcionarios en todos los niveles han sido advertidos por canales oficiales y no oficiales: centrarse en la guerra, ayudar a las víctimas, reducir la burocracia y evitar negocios dudosos".

## Resultados electorales

### Elecciones presidenciales
|  | 30.24 % |

|  | 73.22 % |

### Elecciones parlamentarias
| Año  | Votos     | %                | Escaños | +/- | Resultado |
| ---- | --------- | ---------------- | ------- | --- | --------- |
| 2019 | 6.287.798 | \| \| 43.16 % \| | 254/450 | 254 | Gobierno  |
|      | 43.16 %   |                  |         |     |           |